# Wintersett
Wintersett är en by i Storbritannien. Den ligger i distriktet Wakefield i grevskapet West Yorkshire i riksdelen England, i den centrala delen av landet, 250 km norr om huvudstaden London. Wintersett var en civil parish från 1866 till 2023. Civil parish hade 50 invånare år 2001.